# Vjekoslav Bastl
Vjekoslav Bastl (Přibram, 13. kolovoza 1872. – Zagreb, 3. rujna 1947.), hrvatski arhitekt.

## Hrvatski protomodernisti
Početak dvadesetog stoljeća u zagrebačkoj, odnosno hrvatskoj arhitekturi obilježilo je djelovanje dvojice arhitekata- Viktora Kovačića (1874. – 1924.) i Vjekoslava ( Alojza) Bastla, predvodnika tzv. “druge akademske generacije”, koja će koncem 20. stoljeća, nasuprot akademskom eklekticizmu kasnohistoricističkog stilskog izričaja, kod nas afirmirati nove ideje arhitektonskog oblikovanja. Tu se prije svega radi o afirmaciji secesije, te ranog, prijelaznog oblika modernizma, odnosno protomoderne. Jedan od bitnih, iako ne i prvih podsticaja tome je što su oba ova arhitekta pohađala, tada popularnu visoku školu arhitekture Otta Wagnera, pri bečkoj Akademiji lijepih umjetnosti ( Akademie der Bildenden Künste). Prvi, iako nešto mlađi, 1896. k Wagneru odlazi Kovačić, a u semestrima između 1899./900. – 1901./2. i Bastl, koji se do tada već afirmirao radeći u tada vodećem zagrebačkom arhitektonsko - projektantskom atelieru i izvođačkoj tvrtci Hönigsberg & Deutsch. 

## Kod Hönigsberga & Deutscha
Arhitekt Vjekoslav ( Alojz) Bastl rođen je 13. kolovoza 1872. u češkom gradu Přibramu. Pod još nepoznatim okolnostima i motivima seli se u Zagreb gdje će od 1892., u prvoj generaciji polaznika Kraljevske zemaljske obrtne škole  Arhivirana inačica izvorne stranice od 29. travnja 2007. (Wayback Machine), skupa s Stjepanom Podhorskim, također jednim od utemeljitelja Kluba hrvatskih arhitekta.
Nakon što je 1896. apsolvirao i diplomirao, iako još nije zasigurno potvrđeno radi izgubljene dokumentacije, Bastl najvjerojatnije odmah počinje raditi u arhitektonskom atelieru Hönigsberg & Deutsch. Arhitektonski biro Hönigsberg & Deutsch jedan je od vodećih u Zagrebu na prijelomu stoljeća, obuhvaćajući posljednje desetljeće devetnaestog stoljeća i prva dva desetljeća dvadesetog stoljeća. Arhitekti Leo Hönigsberg i Julio Deutsch, jedni od predstavnika prve generacije akademskih arhitekata, izravni su izdanci bečke arhitektonske škole historijskih stilova, jer su obojica završila studij na bečkoj tehničkoj školi[neaktivna poveznica] kod jednog od, tijekom sedamdesetih i osamdesetih godina devetnaestog stoljeća najutjecajnijih bečkih historicističkih arhitekata Heinricha von Ferstela, autora glasovite bečke neogotičke crkve "Votivkirche". Kao što je rečeno, arhitekt Alojz Bastl najvjerojatnije dolazi u atelier Hönigsberg & Deutsch oko 1896. godine, u vremenu kada promjenom ustrojstva ovog poduzeća dolazi do drugog razdoblja, kojim dolazi do značajne prekretnice u njegovom djelovanju. Kuću apotekara Pečića "K Svetome Trojstvu" (Ilica 43) Bastl za atelier Hönigsberg & Deutsch realizira 1899. godine Ova zgrada od izuzetne je važnosti za povijest domaće arhitekture, jer predstavlja jednu od prvih manifestacija wagnerijanske secesije u Zagrebu. Smjele konstrukcije s otvorenim i ostakljenim pročeljem prizemlja, te naglašenom vertikalom dvije gornje etaže, osobito u središnjoj zoni, pročelje ove zgrade zaključuje se s po dvijema bočnim atikama te kvadratnim zabatom između, skrivajući tako od pogleda s ulice konstrukciju krova. Pročelje je bilo u potpunosti urešeno bogatim secesijskim ukrasima. Osobito valja istaknuti središnji zabat drugog kata koji je ukrašavao natkriveni reljef Svetog Trojstva, rad kipara Rudolfa Valdeca. Nažalost, krajem dvadesetih godina pročelje je u potpunosti preoblikovano, a reljef uklonjen, te nam dragocjene podatke o njegovom izvornom izgledu daje tek nekoliko sačuvanih crteža i fotografija. Kuća Pečić postaje najranije datirano Bastlovo ostvarenje vezano za atelier Hönigsberg & Deutsch. Godinu poslije realizacije, kuća Pečić će biti predstavljena i u tada utjecajnoj bečkoj arhitektonskoj reviji Der Architekt. U to vrijeme Bastl je već na školovanju kod Wagnera.

## Akademie der Bildenden Künste
U izrazito liberalnoj atmosferi wagnerove škole Bastl je izradio nekoliko, zbog svoje originalnosti zapaženih idejnih projekata. Najraniji je projekt stambene zgrade s fotoatelierom koji nosi duhoviti Bastlov natpis : ”U radu je spas ipak nije kod svakoga/ocijeni valjano ne strančari”. Drugi zapaženi projekt je studija pod naslovom “Studie fur eine Villa in Agram”. Tema završnog Bastlovog rada na bečkoj akademiji je studija crkve svetog Blaža u Zagrebu. Ovaj projekt je rađen pod izravnim utjecajem arhitekata Lea von Klenzea i Ludviga Langea, čije će aksijalno arhitektonsko oblikovanje tlocrta i valjkastih volumena s polukružnom kupolom Wagner prenijeti i na svoje đake. Ovaj se utjecaj osobito odrazio i na Bastlovom diplomskom radu, na projektu palače Znanstvenih zavoda za okultne znanosti u Parizu, za koji će mu biti dodijeljena i prestižna Gundelova nagrada. 

## Povratak u Zagreb
Kada je 1902. diplomirao, Arhitekt Bastl se vraća u Zagreb u atelier Hönigsberg & Deutsch, no neposredno prije povratka sudjeluje i na dva natječaja u Beču i Pragu. Pod okriljem Hönigsberga i Deutscha Bastl ostaje sve do 1906.godine, kada postaje samostalni projektant, ostvarivši do tada u Zagrebu čitav niz važnih realizacija. Među najvažnijim su zgrada Trgovačko obrtničke komore na Trgu maršala Tita i Trgovačko-obrtničkog muzeja na Mažuranićevom trgu (1902./3.), trgovačko-stambena kuća Josipa Kalline u Gundulićevoj 20 (1903./4.), stambena zgrada Mirovinskog zavoda Hrvatskog zemaljskog kazališta na Mažuranićevom trgu, kuća Desiderija i Eugenie Rozsay u Kurelčevoj 3 i trgovačko-stambena zgrada Eugena Rada na trgu Bana Jelačića (1904./5.) te trgovačko-stambena zgrada Eugena Fellera-poznata i kao “Elsa-Fluid dom” u Jurišićevoj 1 i zgrada Hrvatsko-slavonske centralne zemaljske štedionice u Ilici 25 (1905./6.). Zgrada Trgovačko obrtnog muzeja ( danas Etnografski muzej, Trg Mažuranića trg 14 ) jedna je od najreprezentativnijih realizacija u Zagrebu s početka stoljeća. Rađena pod utjecajem Wagnerovog projekta iz 1896. za Muzej gipsanih odljeva, ova zgrada svojom raščlambom horizontale glavnog pročelja s ortogonalnim rasporedom prozorskih osi, tipičan je primjer izgradnje s kraja 19. i početka 20. stoljeća. Glavni naglasak dan je vertikali središnjeg rizalita s portalnom zonom i kupolom u obliku nebeske polukugle s dvjema žarama između kojih je alegorijska skupina Hrvatice koja štiti trgovinu i obrt, također rad kipara Valdeca. No uz opće ikonografsko tumačenje, temu središnjeg rizalita s kupolom i alegorijskom skupinom možemo isčitavati i kao alegorijski odraz samoga autora, arhitekta Bastla. I to iz sljedećeg razloga. Naime, poznato nam je da se Bastl uz svoj arhitektonski rad bavio intenzivno astrologijom i spiritizmom, objavivši pod pseudonimom Uranus više zapaženih studija na tu temu. Bastlove skice za centralnu zonu muzeja u mnogim su detaljima bliska naslovnoj ilustraciji astrološkog i okultističkog časopisa "Novo sunce", “mjesečnika za znanstveno proučavanje supernormalnih psihičkih fenomena”, a u kome je on bio i jedan od aktivnih suradnika. Kuća Josipa Kalline (Gundulićeva 20/ Masarykova 21-23), građena 1903. – 1904. ima jednak značaj za povijest secesijske arhitekture u Hrvatskoj kao i kuća Pečić. Ono što ovu stambenu uglovnicu čini izuzetnom je to da je pročelje prema uzoru na Wagnerovu glasovitu stambenu kuću na Wienzeile Linke Wienzeile 38 u Beču, poznatiju pod nazivom " Wagner Majolikhaus" u potpunosti obloženo keramičkim pločicama ( 1898. – 1899.). Bastlovo žuto/modro pročelje, smješteno između dviju Kovačićevih gradnji (Gundulićeva 23, Masarykova 21-23) znatno je jednostavnije od svog bečkog uzora. Na stilsku bliskost s kućom Kallina, ukazuje uglovnica Mihelić (Petrinjska/Hatzova), koju većina stručnjaka pripisuje također Bastlu. Kuća zubara dr. Eugena Rada (Trg bana Jelačića 5), građena je 1904. – 1905. Uz uglovnicu Popović arhitekta Aladara Baranyaja ona započinje sjeverni niz pročelja Trga bana Jelačića. Jedno od najznačajnijih Bastlovih ostvarenja je Kuća Feller ( tzv. Elza - Fluid dom, Jurišićeva1/ Trg bana Jelačića). Kuća je izvedena 1905. – 1906. U oblikovanju njenog uličnog pročelja Bastl dostiže svoj potpuni vrhunac umjetničke imaginacije. Uglom ove zgrade dominira sasvim neočekivan i grotesktan detalj- dvokatna boca Fellerova univerzalnog tonikuma. Naime jednako kao što će Josip Kallina majolikim pročeljem svoje kuće ukazivati na vrijednosti građevne keramike koju je proizvodio, tako će i Feller na taj način, sasvim transparentno reklamirati svoj proizvod. Svojom likovnom atraktivnošću, s uglovnom kupolom koju su s obje strane pridržavale ljudske figure, pročeljima neujednačenih visina, te balkonima, istakama i brojnim dekoracijama, a čemu je najviše pridonijela upravo transparentnost boce na uglu zgrade, Elsa-fluid sama je po sebi predstavljala spomenik izrazitih plastičkih vrijednosti. 
Hrvatsko-slavonska zemaljska štedionica (Ilica 25). Projektom ugaone trokatnice tadašnje Hrvatsko-slavonske zemaljske centralne štedionice, Bastl se vraća temi klasične uglovnice s kupolom u kombinaciji s historicističkim dekorom pročelja. Ovo je ujedno i posljednji Bastlov rad u atelieru Hönigsberg & Deutsch, koji radi u suradnji s Ivanom Štefanom, koji privodi izvedbu zgrade kraju i arhitektom Ottom Goldscheiderom, koji je zaslužan za njena interijerska rješenja. Kuća je realizirana 1905. – 1906. Historicistička dekoracija, na tome relativno pročišćenom uglovnom pročelju, koncentrirana je prije svega na samoj vertikalnoj, uglovnoj zoni i to tek od druge, odnosno treće etaže s motivom natprozorne neobarokne kartuše s po jednim anđelom sa svake strane te nizom dvostrukih poveznih etažnih stupova s arhitravom i potkrovnim vijencem, odnosno s potkupoljem i kupolom na šatorastom tamburu s vitkom lanternom na vrhu. Bočna pročelja ( Ilica/Gundulićeva), naglašene horizontalne osi, zanatno su pročišćenija od dekorativnih detalja. 

## Klub hrvatskih arhitekta (1905. – 1914.)
Arhitekti Vjekoslav Bastl i Stjepan Podhorsky 1905. godine inicirali su osnivanje Kluba hrvatskih arhitekta kome se prvo pridružuju Edo Šen, Viktor Kovačić, Ćiril Metod Iveković, a nešto kasnije i Hugo Ehrlich i Dionis Sunko. Cilj djelovanja kluba bio je da: „goji i unapredjuje arhitekturu kao glavnu granu obrazovnih djelatnosti” i da štiti strukovne interese hrvatskih arhitekata. Godina 1906. prijelomna je godina Bastlova života. Kao što je rečeno, te godine on napušta atelier Hönigsberg & Deutsch i postavši ovlašteni civilni arhitekt započinje sa samostalnim radom. Do Prvog svjetskog rata Bastl će samostalno ostvariti nekoliko objekata. Među inim trgovačko-stambenu zgrade Goršak u Ilici 166 (1906.) i stambenu zgradu Hodovsky u Gajevoj 47 (1909./10.). Tada Bastl djeluje i kao eksterni učitelj na Obrtnoj školi u Zagrebu. No svakako najznačajniji njegov projekt iz toga razdoblja je zgrada Kraljevskog zemaljskog ludžbenog i farmakognostičkog labaratorija na Marulićevom trgu (1913./14.). Nakon rata od 1919. godine Bastl se posvećuje profesuri na zagrebačkoj Obrtnoj školi. No njegova projektantska djelatnost ne prestaje. 1920. godine projektira hotel s kupalištem za d.d. Manduševac na uglu Vlaške i Schlosserovih stuba, čiju gradnju u izmijenjenom obliku za Slavensku banku preuzima Hugo Ehrlich, a nešto kasnije realizira i trgovačko-stambenu zgradu Exporting u Draškovićevoj 25 i uglovnicu Središnjeg doma Hrvatskog radiše ( Mislavljeva/ Bornina, 1924./27.). Kraj dvadesetih i početak tridesetih obilježit će njegovo kapitalno ostvarenje zagrebačke Gradske tržnice Dolac (1926./30.) u okviru koje, u Art Deco maniru izvodi trgovačko-stambenu zgradu i ljekarnu dr.Vlatka Bartulića (1927./28.) te zgradu Tržnog nadzorništva (1929./30). U isto vrijeme Bastl izvodi i rekonstrukciju crkve svetog Petra u Vlaškoj ulici, a realizacijom vile Deruf-Radošević, poput svojih suvremenika, arhitekata Rudolfa Lubinskog i Ede Šena, očituje potpuno prihvaćanje novog, funkcionalističkog arhitektonskog izričaja. Arhitekt Vjekoslav (Alojz) Bastl svojim djelovanjem zauzima značajno mjesto u formiranju hrvatske moderne arhitekture. Njegova djela danas su kao cjelina opće mjesto za razumijevanje i izučavanje arhitektonskih ali i sveopće kulturoloških fenomena u Hrvatskoj na prijelomu i tijekom prve polovice dvadesetog stoljeća, i njihova odnosa s analognim zbivanjima na međunarodnom planu.

## Poveznice
|  | Zajednički poslužitelj ima još gradiva o temi Vjekoslav Bastl |

## Vanjske poveznice
- Bastl, Vjekoslav Hrvatska tehnička enciklopedija, portal hrvatske tehničke baštine. LZMK